# Куклинська сільська рада
| Куклинська сільська рада — орган місцевого самоврядування у Маневицькому районі Волинської області з адміністративним центром у с. Кукли. Історична дата утворення: в 1944 році. Водоймища на території, підпорядкованій даній раді: річка Окінка. Сільській раді підпорядковані населені пункти: - с. Кукли - с. Северинівка |

## Склад ради
Рада складається з 16 депутатів та голови.

### Керівний склад ради
| ПІБ                      | Основні відомості                                                 | Дата обрання | Дата звільнення |
| ------------------------ | ----------------------------------------------------------------- | ------------ | --------------- |
| Козел Степан Дмитрович   | Сільський голова, 1954 року народження, освіта                    | 26.03.2006   | 31.10.2010      |
| Зінич Геннадій Федорович | Сільський голова, 1972 року народження, освіта вища, безпартійний | 31.10.2010   |                 |

Примітка: таблиця складена за даними джерела

## Населення
Згідно з переписом УРСР 1989 року чисельність наявного населення сільської ради становила 1267 осіб, з яких 614 чоловіків та 653 жінки.
За переписом населення України 2001 року в сільській раді мешкало 1087 осіб.

### Мова
Розподіл населення за рідною мовою за даними перепису 2001 року:
| Мова       | Відсоток |
| ---------- | -------- |
| українська | 99,72 %  |
| російська  | 0,28 %   |